# U-Bora Tower 1
La U-Bora Tower 1 est un gratte-ciel de 58 étages construit à Dubaï dans le quartier de Business Bay. La hauteur de la tour est de 263 mètres. La construction de la tour a commencé en 2006 pour se terminer en 2011.